# Tipula (Ramatipula) phallacaena
Tipula (Ramatipula) phallacaena is een tweevleugelige uit de familie langpootmuggen (Tipulidae). De soort komt voor in het Oriëntaals gebied.